# Amore ai tempi dell'Ikea
Amore ai tempi dell'Ikea è il secondo EP del gruppo musicale italiano Lo Stato Sociale, pubblicato da Garrincha Dischi il 19 aprile 2011.

## Tracce
1. Amore ai tempi dell'Ikea
2. Anche la stasi aveva un cuore
3. Brutale
4. Escapista